# Taebesa
Taebesa is een bestuurslaag in het regentschap Timor Tengah Selatan van de provincie Oost-Nusa Tenggara, Indonesië. Taebesa telt 810 inwoners (volkstelling 2010).